# Podor
Podor es una pequeña ciudad de Senegal situada a 215 km al este de Saint Louis próxima a la frontera con Mauritania. Es la antigua capital de uno de los primeros reinos de la región, Takrur, establecido en el siglo XI. En el siglo XVII, la ciudad se convierte en escala de la ruta del reino de Galam, indispensable para el comercio de esclavos, marfil y goma arábiga. De esta forma, se aseguraba la presencia francesa en el río y en el interior de Senegal, aunque sus medios eran muy limitados.
Los franceses se establecieron en Podor en 1743. Dos años después, en 1745, se construyó un fuerte alrededor de la ciudad. Abandonada durante la ocupación inglesa, la compañía de Senegal fue dejándola de lado progresivamente por considerarla una ciudad poco rentable y mal situada. Sin embargo, a mediados del siglo XIX, el capitán Faidherbe volvió a ocupar Podor y reconstruyó el fuerte que la rodeaba. A finales de dicho siglo, la ciudad se convirtió en lugar de producción de algunas compañías comerciales que se instalaron a lo largo del curso del río. 
En la actualidad, Podor tiene una población de 9.472 habitantes, según el censo oficial de 2002. Está situada a orillas del río Senegal y es por ello que en octubre de 1999 sufrió una grave inundación. Conserva como vestigios de su antigua grandeza comercial el fuerte, los antiguos muelles de piedra y un mercado que aún conserva parte de su actividad centenaria.
Aïssata Tall Sall, ministra del partido socialista senegalés, bajo la presidencia de Abdou Diouf, fue la diputada y alcaldesa de Podor a partir de abril del 2009.